# Drimys buxifolia
Drimys buxifolia är en tvåhjärtbladig växtart som beskrevs av Henry Nicholas Ridley. Drimys buxifolia ingår i släktet Drimys och familjen Winteraceae. Inga underarter finns listade.